# 棕櫚莊園 (佛羅里達州)
棕櫚莊園（英語：Palmetto Estates）是位於美國佛羅里達州邁阿密-戴德縣的一個人口普查指定地區。

## 地理
棕櫚莊園的座標為25°37′11″N 80°21′42″W / 25.61972°N 80.36167°W，而該地最高點為海拔高度1米（即3英尺）。

## 人口
根據2010年美國人口普查的數據，棕櫚莊園的面積為5.60平方千米，當中陸地面積為5.50平方千米，而水域面積為0.10平方千米。當地共有人口13657人，而人口密度為每平方千米2,438人。